# Juninho (calciatore dicembre 1995)
Juninho, pseudonimo di Leovigildo Júnior Reis Rodrigues (Santana de Cataguases, 26 dicembre 1995), è un calciatore brasiliano, difensore dello Zorja.

## Carriera
Cresciuto nel settore giovanile del Metropolitano, debutta in prima squadra il 9 febbraio 2014 in occasione dell'incontro del Campionato Catarinense perso 2-0 contro la Chapecoense.

## Statistiche
Statistiche aggiornate al 25 novembre 2021.

### Presenze e reti nei club
| Stagione        | Squadra         | Campionato      | Campionato | Campionato | Coppe nazionali | Coppe nazionali | Coppe nazionali | Coppe continentali | Coppe continentali | Coppe continentali | Altre coppe | Altre coppe | Altre coppe | Totale | Totale | Totale |
| Stagione        | Squadra         | Comp            | Pres       | Reti       | Comp            | Pres            | Reti            | Comp               | Pres               | Reti               | Comp        | Pres        | Reti        | Pres   | Reti   |        |
| --------------- | --------------- | --------------- | ---------- | ---------- | --------------- | --------------- | --------------- | ------------------ | ------------------ | ------------------ | ----------- | ----------- | ----------- | ------ | ------ | ------ |
| 2014            | Metropolitano   | PD/SC+D         | 6+2        | 0          |                 | -               | -               |                    | -                  | -                  |             | -           | -           | 8      | 0      |        |
| 2015            | Metropolitano   | PD/SC+D         | 8+3        | 0+1        |                 | -               | -               |                    | -                  | -                  |             | -           | -           | 11     | 1      |        |
| 2016            | Metropolitano   | PD/SC+D         | 16+6       | 1+0        |                 | -               | -               |                    | -                  | -                  |             | -           | -           | 22     | 1      |        |
| 2017            | Metropolitano   | PD/SC+D         | 16+0       | 0          |                 | -               | -               |                    | -                  | -                  |             | -           | -           | 16     | 0      |        |
| 2017            | Tupi            | M1/MG+C         | 0+5        | 0          |                 | -               | -               |                    | -                  | -                  |             | -           | -           | 5      | 0      |        |
| 2018            | Salgueiro       | A1/PE+C         | 10+1       | 0          | CB              | 1               | 0               |                    | -                  | -                  | CdN         | 4           | 0           | 12     | 0      |        |
| 2018-gen. 2019  | Makedonija G.P. | PL              | 18         | 0          | CM              | 2               | 0               |                    | -                  | -                  |             | -           | -           | 20     | 0      |        |
| gen.-giu. 2019  | Vardar          | PL              | 16         | 3          | CM              | 0               | 0               |                    | -                  | -                  |             | -           | -           | 16     | 3      |        |
| 2019-2020       | Vardar          | PL              | 21         | 5          | CM              | 0               | 0               |                    | -                  | -                  |             | -           | -           | 21     | 5      |        |
| 2020-2021       | Zorja           | PL              | 13         | 1          | CU              | 1               | 0               | UEL                | 0                  | 0                  |             | -           | -           | 14     | 1      |        |
| 2021-2022       | Zorja           | PL              | 10         | 0          | CU              | 1               | 0               | UEL+UECL           | 2+3                | 0                  |             | -           | -           | 16     | 0      |        |
| Totale carriera | Totale carriera | Totale carriera | 151        | 11         |                 | 5               | 0               |                    | 5                  | 0                  |             | 4           | 0           | 165    | 11     |        |